# Tire Me
 (septembre 2008).
Si vous disposez d'ouvrages ou d'articles de référence ou si vous connaissez des sites web de qualité traitant du thème abordé ici, merci de compléter l'article en donnant les références utiles à sa vérifiabilité et en les liant à la section « Notes et références ».
Pistes de Evil Empire
Snakecharmer Down Rodeo
Tire Me est la 6e piste du 2e album du groupe de rap-metal Rage Against the Machine, Evil Empire, sorti en 1996 et dure 2 min 57. Bien que la chanson n'ait pas été un single et ne soit pas passée sur les radios américaines, elle a gagné en 1996 le Grammy Award de la Meilleure Prestation Métal.
Zack de la Rocha a déclaré dans une interview que Tire Me a été écrite pour célébrer la mort de Richard Nixon ; de plus dans le dernier couplet du morceau, il est fait référence à Jacqueline Kennedy-Onassis, la femme de John Fitzgerald Kennedy (« I wanna be Jackie Onassis, I wanna wear a pair of dark sunglasses, I wanna be Jackie O, oh oh oh please don't die »).
C'est sans doute l'une des chansons les plus énergiques de l'album. La chanson commence par un riff de basse de Tim Commerford qui est présent durant tout le morceau.
Durant la tournée Evil Empire en 1996-1997, Tire Me était présente dans toutes les setlists. Depuis la reformation du groupe en 2007, Tire Me n'est pas systématiquement interprétée.